# Sophronica cylindricollis
Sophronica cylindricollis là một loài bọ cánh cứng trong họ Cerambycidae.